# Jill Ireland
Jill Ireland (Londres, 24 de abril de 1936 - Malibú, 18 de mayo de 1990) fue una actriz inglesa, que se hizo más conocida por ser la segunda esposa del conocido actor estadounidense Charles Bronson.

## Biografía
Jill Ireland nació en Londres, hija de un vinatero. 
Comenzó su carrera como actriz en 1955 al participar en los filmes Simón y Laura y La mujer de Joe (ambos en 1955); Tres hombres en un bote (1956); luego participaría en Los controladores del Infierno (1957) y Robo en armas (1957). 
Ese mismo año, contraería matrimonio con el actor escocés David McCallum, quien en 1964 alcanzó el apogeo de su carrera en la serie El agente de CIPOL.
De esta unión vendrían dos hijos, Valentine (muerta al nacer) en 1962 y Paul, nacido en 1963.  Ireland padeció de abortos espontáneos. Además tenía un hijo adoptivo llamado Jason quien fallecería por sobredosis de heroína en 1989. 
Mientras estuvo casada con McCallum, Ireland participó en algunos filmes junto a este actor tales como la serie El agente de CIPOL en varios capítulos entre 1964 y 1967.
Mientras su marido rodaba el film La gran evasión en 1963, le presentó tras bambalinas a Charles Bronson quien recién comenzaba su carrera como actor. Ireland abandonó en 1967 a McCallum para seguir a Bronson, y McCallum solicitó el divorcio.
Ireland contrajo su segundo matrimonio con Charles Bronson en 1968 y de esta unión nació Zuleika y luego adoptaron a Katrina. Bronson incluyó la participación de su esposa como un requisito para participar en films cada vez que se requiriese una acompañante femenina como pareja en el film.
De este modo apareció junto a Bronson en El mecánico (1972), con Steve Vinovich, Yarnall Celeste y Alan Gibbs; en Breakout (1975), con Roy Jenson y en Breakheart Pass (1975), con Ed Lauter y en Amor y balas (1979) con Charles Bronson y Rod Steiger. 
En 1984, se le detectó un agresivo cáncer de mama y comenzó una larga batalla contra el mal que desarrolló, que incluyó una mastectomía, siéndole concedida la Medalla al Valor por el presidente Ronald Reagan en 1988.
Escribió dos libros: uno acerca de su lucha contra este tipo de cáncer y el otro acerca de su experiencia con la drogadicción de su hijo Jason. Finalmente falleció de cáncer el 18 de mayo de 1990 en Malibú, California. Su esposo, Charles Bronson sufrió una grave depresión durante 8 años hasta que conoció a Kim Weeks en 1998.